# Chiesa dei Santi Biagio e Macario
La chiesa di San Biagio, si trova a Magliaso, insieme con la canonica ed il castello, su di un'altura dominante il nucleo abitato.

## Storia
Fu costruita attorno al 1680 su commissione di Karl Konrad von Beroldingen, feudatario di Magliaso, nel luogo in cui in precedenza si trovava un antico oratorio dedicato a san Quirico.

## Descrizione
L'aula è a pianta centrale di forma ellittica, con coro quadrangolare e due cappelle laterali. Nel coro trova posto l'altare maggiore, datato 1680. Gli altari delle cappelle laterali risalgono invece al XVIII secolo. A sud si trova un campanile del 1748.
All'interno si trovano una pala d'altare di Giovanni Ghisolfi raffigurante il Miracolo di san Biagio, tele di Antonio Busca raffiguranti la Sacra famiglia e l'ultima cena, nonché le reliquie di san Macario martire romano, qui traslate il 1º settembre 1687 dalle catacombe di San Callisto per concessione del papa Innocenzo XI. La festività di San Macario è celebrata ogni anno, unitamente a quella di San Biagio.